# Isidore Goresky
Isidore Goresky (Barbiwtsi, 11 de novembro de 1902 – Surrey, 22 de fevereiro de 1999) foi um trabalhador rural, professor e político provincial de Alberta, Canadá. Ele serviu como membro da Assembleia Legislativa de Alberta de 1930 a 1935, sentado com a bancada United Farmers no governo.

## Início da vida
Isidore Goresky nasceu em 25 de novembro de 1902 em Barbiwtsi, Vashkiwtsi Bukowina, então território da Áustria-Hungria (agora parte da Ucrânia). Sua família se mudou para o Canadá em 1905, após não conseguir melhorar suas condições de vida. A família se estabeleceu em Stony Mountain, Manitoba e morou nessa cidade até 1918, quando seu pai Basil comprou uma fazenda a seis milhas ao noroeste da comunidade..
Goresky começou sua vida trabalhando como trabalhador rural e foi para a escola em vários locais ao redor de Manitoba. Ele tentou se juntar ao exército em 1917, mas não teve sucesso. Ele começou a ensinar no outono de 1918 e trabalhou em sua primeira temporada por quatro meses. Mais tarde, ele foi para a Universidade de Manitoba em 1920 e, em seguida, frequentou a escola normal em Brandon, Manitoba, graduando-se em 1922.[carece de fontes?]
Goresky continuou a trabalhar em vários trabalhos de ensino até se mudar para Alberta, em 1926, para aceitar um emprego como diretor em Smoky Lake. Ele tentou se reinscrever na Universidade de Manitoba para concluir seu mestrado, mas não conseguiu, então foi para a Universidade de Alberta. Ele obteve seu mestrado em 1929. Ele concorreu a um cargo político em 1930.

## Carreira política
Goresky candidatou-se à Assembleia Legislativa de Alberta na eleição geral de Alberta em 1930 como candidato do United Farmers no distrito eleitoral de Whitford. Ele derrotou dois outros candidatos com uma margem de vitória esmagadora para ocupar o lugar do seu partido.
Goresky concorreu a um segundo mandato na eleição geral de 1935 em Alberta. Ele foi derrotado pelo candidato do Crédito Social, William Tomyn, terminando um distante terceiro lugar, em quarto lugar, à frente do ex-MLA Andrew Shandro.

## Vida tardia
Após sua derrota do cargo, Goresky mudou-se para Edmonton, Alberta. Ele trabalhou como reitor do Instituto M. Hrushewsky da Ucrânia por um ano e depois foi contratado como professor para o Conselho Público de Educação de Edmonton, depois disso ele trabalhou como superintendente escolar na cidade de Consort, Alberta. Ele começou a trabalhar em seu Mestrado em Educação em 1936 completando-o em 1938. Goresky ingressou na Royal Canadian Airforce em 1942. Ele foi dispensado do serviço após a Segunda Guerra Mundial em 1945. Após a guerra, ele continuou a trabalhar em vários postos de educação até 1966.[carece de fontes?]
Goresky passou o final dos anos 1960 e 1970 pesquisando a imigração ucraniana para o Canadá, traduzindo e publicando vários registros. Ele também traduziu e publicou dois livros História do Assentamento Ucraniano no Canadá e Pioneiros Ucranianos de Alberta.[carece de fontes?]
Goresky mudou-se para White Rock, British Columbia em 1986. Ele morreu em 22 de fevereiro de 1999 em Surrey, British Columbia. Ele foi o último membro vivo do governo United Farmers. Seu funeral foi realizado em 1º de março de 1999 na Igreja Ortodoxa Ucraniana de Santa Maria em Surrey, Colúmbia Britânica.[carece de fontes?]